# جاس کریستنسن
جاس کریستنسن (انگلیسی: Joss Christensen؛ سال تولد:۲۰ دسامبر ۱۹۹۱) اسکی‌باز نمایشی اهل ایالات متحده آمریکا است.
وی در مسابقات کشوری و بین‌المللی در مجموع برندهٔ ۱ مدال طلا، ۱ مدال نقره شده‌است.